# TULIP Anthology 1〜Rare Tracks〜
『TULIP ANTHOLOGY1 Rare Tracks』（チューリップ アンソロジーワン レアトラックス）は、チューリップのアンソロジー・アルバム。2000年9月6日発売。

## 解説
メジャーデビューした1972年から第二期の1981年までの未発表曲や別テイク等を納めたアルバムで、デビュー30周年記念の一つとして発売された。
ただし、第二期中期以降の音源やライブ音源などは収録されておらず、収録された未発表曲も財津和夫の曲のみである。
アンソロジー1としてあるが、2はメンバーのインタビューを掲載した冊子として発売された。
なお、メンバーからの許諾は取っているが、発売に向けた作業には基本的に関与しておらず、宮城伸一郎が当時のエンジニアの伊藤猛と共にスタジオワークを行ったのみである。

## 収録曲
1. 夢中さ君に（オリジナルバージョンre-mix）
  - 作詞／作曲：財津和夫　編曲：チューリップ　ボーカル：財津和夫
  - 1972年11月録音
  - 『心の旅』のB面曲としてリリースされたバージョンから、青木望の編曲によるストリングスアレンジを省いたバージョン。
2. 心の旅（2001年心の旅mix）
  - 作詞／作曲：財津和夫　編曲：チューリップ・青木望　ボーカル：姫野達也
  - 1973年2月16日録音
  - リリースされたバージョンをよりクリアに再現したバージョン。
  - アルバム『魔法の黄色い靴』と『君のために生れかわろう』のマルチテープは、売上が芳しくなかったため再利用され消失したため、当初シングルとする予定だった『風よ』と、このリミックスで使用された『心の旅』がチューリップの現存する最古のマルチテープである。
3. サンセット通り（2000年re-mix）
  - 作詞：安部俊幸／作曲：姫野達也　編曲：チューリップ　ボーカル：姫野達也
  - 1973年10月1日
4. ぼくがつくった愛のうた～いとしのEmily～（財津仮唄バージョン）
  - 作詞／作曲：財津和夫　編曲：青木望　ボーカル：財津和夫
  - 1974年5月録音
  - EMIレコーディング・スタジオで録音された財津によるガイドボーカルで、サビがまだできていない他、完成版と一部の歌詞が異なっている。
5. 旅立（未発表曲1「無限軌道」マルチテープより）
  - 作詞／作曲：財津和夫　編曲：チューリップ　ボーカル：財津和夫
  - 以降の未発表曲同様、演奏と財津のボーカルのみの通し録音である。これらの録音は、完成したチューリップ作品においてコーラスが最終段階で付け加えられた事を示唆するものとなっている。
  - 1975年1月録音
6. たえちゃん（無修正バージョン）
  - 作詞：不詳 補作詞：財津和夫／作曲：財津和夫　編曲：チューリップ・青木望
  - 1975年1月録音
  - リリースされた際に施されていたモザイク処理やフェードアウト処理が省かれている。
7. 悲しきレイン・トレイン（2000年re-mixいいと思います！）
  - 作詞／作曲：財津和夫　編曲：チューリップ　ボーカル：姫野達也
  - 『心の旅』のリミックスと同様のコンセプトで仕上げられている。
  - タイトルは、曲の最後に収録されている財津の「いいと思います！」という声から。
8. シタールの調べTAKE1～TAKE3（「すべて君たちのせいさ」マルチテープより）
  - 1976年3月録音
  - 『I NEED YOU』の冒頭に収録されていたシタールの、安部のタイトルコール入りの3テイク。
9. 涙はいらない（未発表曲2「MELODY」マルチテープより）
  - 作詞／作曲：財津和夫　編曲：チューリップ
  - 1976年6月録音
10. 青春のエピローグ（未発表曲3「WELCOME TO MY HOUSE」マルチテープより）
  - 作詞／作曲：財津和夫　編曲：チューリップ
  - 1977年5月録音
11. 未完ナンバー（未発表曲4「WELCOME TO MY HOUSE」マルチテープより）
  - 作詞／作曲：財津和夫　編曲：チューリップ
  - 1977年5月録音
  - 歌詞が2番までの未完成で、アレンジはコーラス以外ほぼ完成している。本来はノンタイトルで、タイトルは便宜上のもの。
  - 財津のソロアルバム『宇宙塵』（1978年）の「悪魔の子守唄」に、本作とほぼそっくりなメロディーが登場する。
12. 虹とスニーカーの頃（メロ違いバージョン）
  - 作詞／作曲：財津和夫　編曲：チューリップ
  - 1979年4月録音
  - 仮題「わがまま」としてアルバム『SOMEDAY SOMEWHERE』に収録される予定で作成されたテイク。ヒットを狙い歌詞とメロディーを大きく書き換えたものがシングルとして発売された。
13. 与作（「SOMEDAY SOMEWHERE」マルチテープより）
  - 作詞／作曲：七沢公典　編曲：チューリップ　ボーカル：不詳
  - 1979年4月録音
  - レコーディングセッションの中で歌われたテイクで、リードボーカルはアシスタントエンジニアが行っている説が有力。
14. Shooting Star（Shooting Starsバージョン）
  - 作詞／作曲：財津和夫　編曲：チューリップ
  - 1980年録音
  - イントロを省き、星を印象付けるリミックス等を施したバージョン。
15. さよなら道化者（エンドロールバージョン）
  - 作詞／作曲：財津和夫　編曲：チューリップ
  - 1981年録音
  - アルバムバージョンからコーダをカットしたバージョン。

## クレジット
..... At First, Great Thanks To TULIP And Kazunaga Nitta
Produced By Ryozo Ono(Cricket), Shinichiro Miyagi(Shinko Music), Kohji Mikami(Victor)
Mixed By Takeshi Ito(Birdie House)
Mixed At Music inn Yamanaka St. Hitokuchizaka St. Yotsuya Free St.
Mastered By Hiroshi Kawasaki(Victor St.)
Art Direction: Takuya Ohno
Design: Atsushi Iwatani
Front Cover Photographer: Jyoji Ide
Promoter: Toshihiko Fujimi(Victor)
Advisory Producer: Shuichi Hidema(Shinko Music)
Executive Producer: Shoo Kusano(Shinko Music), Teruo Saegusa(Vitor)
Special Tahnks To Asako Ujigawa, Take, Andosan, Birdie House, AND All Staff Who’ve Worked With TULIP
..... And Last, Special Thanks To Keiichi Yoneda, Hiroaki Kaneko Office’s Project